# Juan Cruz
Álvaro Juan Cruz Armada, noto semplicemente come Juan Cruz (Madrid, 28 luglio 1992), è un calciatore spagnolo, difensore dell'Osasuna.

## Caratteristiche tecniche
Terzino sinistro dotato di un buon fisico, è abile tecnicamente e nei cross, oltre che nelle rimesse laterali (un suo passaggio ha portato al gol che ha sancito la promozione in Segunda División del Rayo Majadahonda).

## Carriera
Cresciuto nel settore giovanile dell'Atlético Madrid, nel 2010 si trasferisce al Bologna, con cui disputa due stagioni con la formazione Primavera. Il 26 luglio 2012 viene ceduto in prestito alla Carrarese; il 10 luglio 2013 si trasferisce a titolo definitivo al San Marino. Nel 2015 passa alla Pistoiese, da cui però si svincola nel gennaio del 2016.
Nell'agosto seguente fa ritorno in Spagna, venendo tesserato dal San Sebastián de los Reyes, con cui resta per una stagione. Nel 2017 firma con il Rayo Majadahonda, con cui conquista la prima storica promozione del club in Segunda División. Il 10 luglio 2018 passa all'Elche. Dopo aver conquistato la promozione nella Liga con il club bianco-verde, il 30 agosto 2020 viene acquistato dall'Osasuna, con cui firma un triennale.

## Statistiche

### Presenze e reti nei club
Statistiche aggiornate al 10 settembre 2024.
| Stagione          | Squadra           | Campionato | Campionato | Campionato | Coppe nazionali | Coppe nazionali | Coppe nazionali | Coppe continentali | Coppe continentali | Coppe continentali | Altre coppe | Altre coppe | Altre coppe | Totale | Totale |
| Stagione          | Squadra           | Comp       | Pres       | Reti       | Comp            | Pres            | Reti            | Comp               | Pres               | Reti               | Comp        | Pres        | Reti        | Pres   | Reti   |
| ----------------- | ----------------- | ---------- | ---------- | ---------- | --------------- | --------------- | --------------- | ------------------ | ------------------ | ------------------ | ----------- | ----------- | ----------- | ------ | ------ |
| 2010-2011         | Bologna           | A          | -          | -          | CI-LP           | 1               | 0               | -                  | -                  | -                  | -           | -           | -           | 1      | 0      |
| 2012-2013         | Carrarese         | 1D         | 15         | 0          | CI+CI-LP        | 2+1             | 0               | -                  | -                  | -                  | -           | -           | -           | 18     | 0      |
| 2013-2014         | San Marino        | 1D         | 22         | 1          | CI-LP           | 2               | 0               | -                  | -                  | -                  | -           | -           | -           | 24     | 1      |
| 2014-2015         | San Marino        | LP         | 33         | 5          | CI-LP           | 0               | 0               | -                  | -                  | -                  | -           | -           | -           | 33     | 5      |
| Totale San Marino | Totale San Marino |            | 55         | 6          | CI-LP           | 2               | 0               |                    | -                  | -                  |             | -           | -           | 57     | 6      |
| 2015-gen. 2016    | Pistoiese         | LP         | 10         | 0          | CI-LP           | 2               | 0               | -                  | -                  | -                  | -           | -           | -           | 12     | 0      |
| 2016-2017         | S.S. Reyes        | SDB        | 26+2       | 0          | -               | -               | -               | -                  | -                  | -                  | -           | -           | -           | 28     | 0      |
| 2017-2018         | Rayo Majadahonda  | SDB        | 34+2       | 1          | CR              | 1               | 0               | -                  | -                  | -                  | -           | -           | -           | 37     | 1      |
| 2018-2019         | Elche             | SD         | 34         | 0          | CR              | 2               | 0               | -                  | -                  | -                  | -           | -           | -           | 36     | 0      |
| 2019-2020         | Elche             | SD         | 35+4       | 1          | CR              | 0               | 0               | -                  | -                  | -                  | -           | -           | -           | 39     | 1      |
| Totale Elche      | Totale Elche      | SD         | 73         | 1          | CR              | 2               | 0               |                    | -                  | -                  |             | -           | -           | 75     | 1      |
| 2020-2021         | Osasuna           | PD         | 26         | 0          | CR              | 2               | 0               | -                  | -                  | -                  | -           | -           | -           | 28     | 0      |
| 2021-2022         | Osasuna           | PD         | 23         | 0          | CR              | 2               | 0               |                    | -                  | -                  |             | -           | -           | 25     | 0      |
| 2022-2023         | Osasuna           | PD         | 27         | 0          | CR              | 6               | 0               |                    | -                  | -                  |             | -           | -           | 33     | 0      |
| 2023-2024         | Osasuna           | PD         | 26         | 0          | CR              | 2               | 0               | UECL               | 1                  | 0                  | SS          | 1           | 0           | 30     | 0      |
| 2024-2025         | Osasuna           | PD         | 2          | 0          | CR              | 0               | 0               |                    | -                  | -                  |             | -           | -           | 2      | 0      |
| Totale Osasuna    | Totale Osasuna    | PD         | 102        | 0          | CR              | 12              | 0               | UECL               | 1                  | 0                  | SS          | 1           | 0           | 116    | 0      |
| Totale carriera   | Totale carriera   |            | 319        | 8          |                 | 23              | 0               | UECL               | 1                  | 0                  | SS          | 1           | 0           | 344    | 8      |